# Meroglossa canaliculata
Meroglossa canaliculata är en biart som beskrevs av Smith 1853. Meroglossa canaliculata ingår i släktet Meroglossa och familjen korttungebin. Inga underarter finns listade i Catalogue of Life.